# Søren Brorsen
Søren Brorsen, född 1 juli 1875 i Farup, död 17 februari 1961, var en dansk politiker.
Brorsen var hemmansägare, invaldes 1907 som representant för Venstre i Folketinget, där han gjorde sig känd som en skicklig parlamentariker och invaldes i partistyrelsen. 1922-1924 var Brorsen försvarsminister i Niels Neergaards regering och 1926-1929 i ministären Thomas Madsen-Mygdal.

## Utmärkelser
- Kommendör av Dannebrogorden

[Redigera Wikidata]